# Королевский корпус колониальных войск (Италия)
Королевский корпус колониальных войск (итал. Regi corpi truppe coloniali (RCTC)) — корпус Королевской итальянской армии, базировавшийся в колониях Италии, в основном в Северной и Восточной Африке. Состоял как из итальянских военнослужащих, так из военнослужащих представителей местных племён и народностей. Особенно активно использовался в годы Второй мировой войны.

## История
Создание колониальной армии Королевства Италия началось после первых колониальных экспансий прежде всего в Эритрею и Сомали. Формирования колониальных войск проводилось по принципу наемничества. Они подчинялись губернаторам колоний. Первыми войнами в которых участвовали колониальные войска Италии была Первая итало-эфиопская война и подавление восстания махдистов. С завоеванием Ливии, (а по-началу отдельных ливийских территорий: Триполитании, Киренаики и Феццан), в Ливии была создана своя группировка колониальных войск. Национальный состав армий колоний был пестрым: суданцы, эритрейцы, сомалийцы, ливийцы, небольшое количество этнических йеменцев, позже эфиопы. Представители местных национальностей были в составе офицерства, в основном на низких чинах. В 1920-х годах в колониях Италии были созданы фашистские ополчения Колониальной добровольной милиции национальной безопасности (Milizia Coloniale della Milizia volontaria per la sicurezza nazionale).
В 1935-1936 годах колониальная армия Италии принимала участие во Второй итало-эфиопской войне. На завершающих этапах войны, часть эфиопских войск перешла на сторону итальянцев. В 1930-х годах в связи с объединением разрозненных регионов Ливии и Восточной Африки в единые колониальные образования Итальянскую Ливию и Итальянскую Восточную Африку была проведена реорганизация колониальных корпусов, с целью их объединения, для лучшего взаимодействия и командования. Также из местных жителей формировалась Полиция Итальянской Африки (PAI), как в Ливии, так и в Восточной Африке.
Итальянские колониальные войска были ликвидированы, фактически, после потери Италией колоний: вначале, Восточной Африки в 1941 году, а к маю 1943 года и Северной Африки. Многие туземные солдаты попавшие в плен, позже согласились служить войскам Антигитлеровской коалиции.

## Корпуса
- Королевский корпус колониальных войск в Эритрее (1891—1936)
- Королевский корпус колониальных войск в Итальянском Сомали (1908—1936)
- Королевский корпус колониальных войск в Триполитании (1914—1935)
- Королевский корпус колониальных войск в Киренаике (1914—1935)
- Королевский корпус колониальных войск в Ливии (1935—1939)
- Королевский корпус Ливии (1939—1943)

Первые два корпуса были объединены в 1935 году, а спустя год к ним присоединили завоеванную Эфиопию в результате чего все они были названы Вооружёнными силами Итальянской Восточной Африки. Два корпуса, Триполитании и Киренаики, были объединены в общий Ливийский, в 1939 году переименованный в корпус Ливии. После 1936 года началось формирование колониальных дивизий:

### Итальянская Ливия
- 1-я Ливийская дивизия «Сибелле»
- 2-я Ливийская дивизия «Пескатори»

### Итальянская Восточная Африка
- 1-я Эритрейская дивизия
- 2-я Эритрейская дивизия
- 101-я Сомалийская дивизия
- 102-я Сомалийская дивизия

## Состав

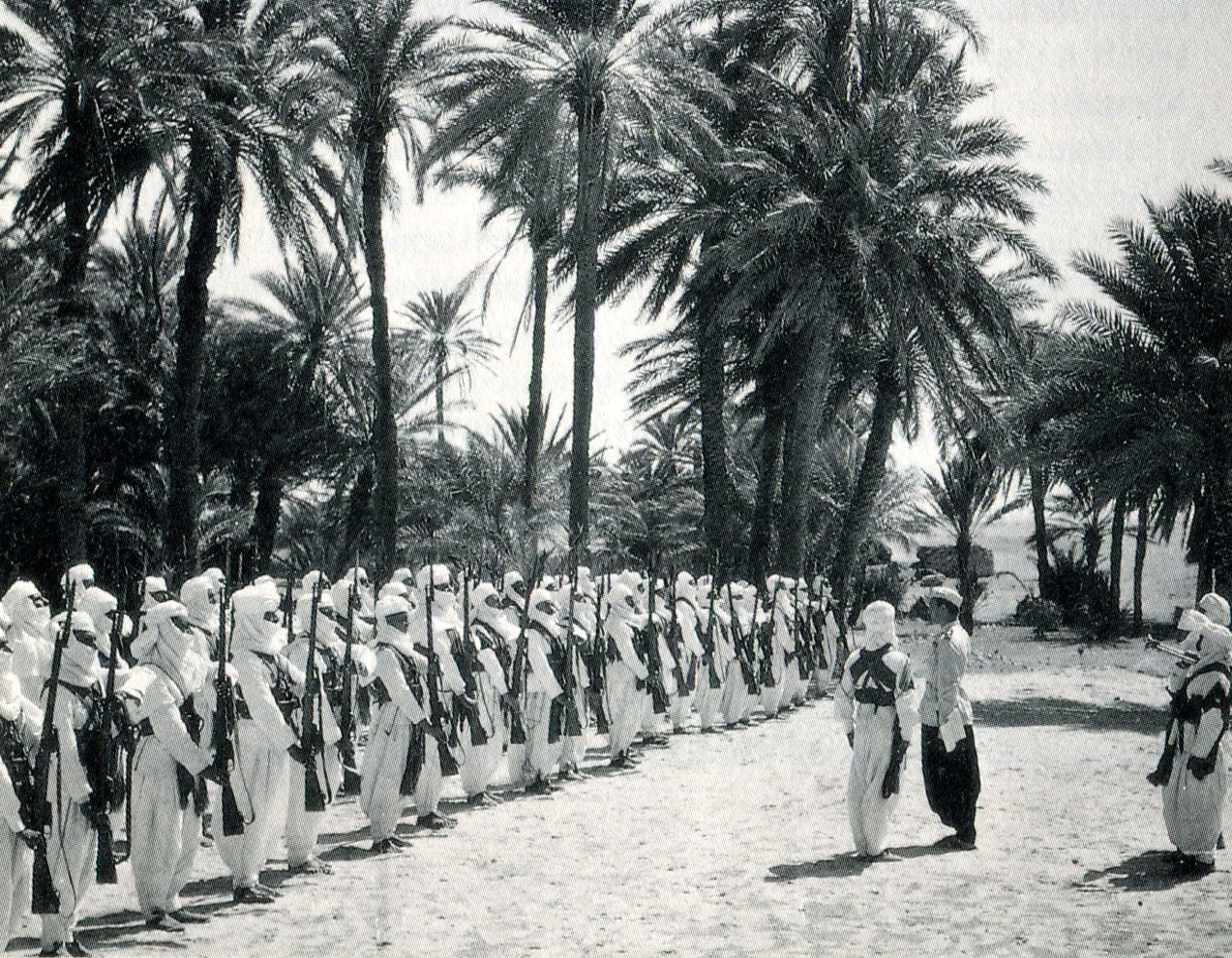
Ливийские туземные войска.

Планка Медали «Итальянская Звезда заслуги солдат корпуса колониальных войск».

В разное время колониальные войска Италии состояли из иррегулярных военных отрядов таких как: башибузуки, аскари, савари, спаги, дубаты. Создавались и так называемые «банды», (от итальянского слова bande — группа), небольшие кавалерийские воинские формирования состоявшие, как правило, из 100—200 человек. При этом в Северной Африке вместо лошадей они использовали более выносливых к пустынной местности верблюдов, более привычных для туарегских племён.
С оккупацией в 1939 году Албании, колониальные войска были созданы итальянцами и там. Они также состояли из местных жителей. В отличие от гитлеровских нацистов, к тому же ещё и не располагавших заморскими колониями, итальянские фашисты не имели четкой идеологии расового превосходства, а были, скорее типичными классическими колониалистами, поэтому старались не уничтожать местное население, а эксплуатировали его. Поэтому, не имея достаточного количества этнических итальянцев в колониях, для их охраны, охотно использовали местных аборигенов в качестве солдат. В свою очередь аборигены шли на службу к итальянцам, поскольку имели с этого жалование, пайки, одежду и относительно высокий статус в своём обществе.

## Вооружение
На вооружении итальянских колониальных сил было оружие, в основном произведённое в самой Италии, либо трофейное, к началу Второй мировой войны явно устаревших типов. Револьверы Бодео 1889, Шамело-дельвинь, винтовки Виттерли-Витали, Каркано, австрийские Манлихер. В начале XX века появились пулемётные расчёты с пулемётами ФИАТ-Рэвелли, австрийскими Шварцлозе. С 20-х годов в Ливию были переведены служить бронеавтомобили Lancia IZ и Fiat-Terni Tripoli.

## Униформа
Униформа у туземных колониальных войск не была однородна и часто представляла собой сочетание униформы итальянского образца с особенностями местного народного колорита. Так туземные солдаты носили сандалии, а часто и вовсе были босоногими. Из головных уборов применялись импровизированные тюрбаны, как хорошая защита от палящего солнца, а также и высокие фески. Ливийские племена служившие у итальянцев и вовсе предпочитали свою собственную национальную одежду.

## Звания и знаки отличия
Данные знаки отличия по званиям носились на плечевой части правого и левого рукавов.
| Звания в итальянских колониальных войсках | Звания в итальянских колониальных войсках | Звания в итальянских колониальных войсках | Звания в итальянских колониальных войсках | Звания в итальянских колониальных войсках | Звания в итальянских колониальных войсках | Звания в итальянских колониальных войсках |
| Первый фельдфебель                        | Младший фельдфебель                       | Старший сержант                           | Сержант                                   | Старший капрал                            | Рядовой Первого класса                    | Солдат (рядовой)                          |
| ----------------------------------------- | ----------------------------------------- | ----------------------------------------- | ----------------------------------------- | ----------------------------------------- | ----------------------------------------- | ----------------------------------------- |
|                                           |                                           |                                           |                                           |                                           |                                           |                                           |